# James Murphy (guitarrista)
James Franklin Murphy  (Portsmouth, Virginia, Estados Unidos da América, 30 de Julho de 1967) é guitarrista. Ele é conhecido por suas contribuições a vários artistas bem como por seu trabalho solo e pela banda Disincarnate, fundada pelo próprio. Em 2001 foi diagnosticado um tumor em seu cérebro, mas ele se recuperou rapidamente. Atualmente ele trabalha em um álbum de tributo a Chuck Schuldiner, vocalista e guitarrista da banda Death, que morreu vítima de um tumor cerebral.

## Discografia
Álbuns gravados
- Agent Steel - Skeptics Apocalypse (uma faixa ao vivo no relançamento do álbum)
- Cancer - Death Shall Rise
- Death - Spiritual Healing
- Disincarnate - Dreams of the Carrion Kind
- Explorers Club - Age of Impact
- Konkhra - Weed out the Weak
- Konkhra - The Freakshow
- Konkhra - Come Down Cold
- James Murphy - Feeding The Machine
- James Murphy - Convergence
- Obituary - Cause of Death
- Testament - Low
- Testament - Live at the Fillmore
- Testament - The Gathering

Participações
- Agressor - Medieval Rites (um solo)
- Agressor - The Spirit Of Evil (três faixas)
- Artension - Into The Eye Of The Storm (um solo)
- Artension - Phoenix Rising (um solo)
- Artension - Forces of Nature (quatro solos)
- Broken Hope - Repulsive Conception (um solo)
- Cannae - When Gold Becomes Sacrifice (um solo)
- Daath - The Hinderers (um solo)
- Demise - Torture Garden (um solo)
- Enforsaken - The Forever Endeavor (um solo)
- Firewind - Forged By Fire (um solo)
- Foreign Objects - Universal Culture Shock (solos de guitarra)
- Gorguts - Considered Dead (um solo)
- Malevolent Creation - Retribution (um solo)
- Malevolent Creation - The Will To Kill (dois solos)
- Memorain - White Lines (cinco solos)
- Steve Morse - Prime Cuts (um solo)
- Nevermore - This Godless Endeavor (um solo)
- Rob Van Der Loo's Freak Neil inc. - Characters (três solos)
- Solstice - Solstice (quatro solos + vocal de apoio)
- Summon - ...And The Blood Runs Black (participação no teclado,  guitarra acústica e guitarra solo)
- Various artists - Roadrunner United -  Annihilation by the Hands of God (solo), Constitution Down (intro solo)
- Various artists - Working Man - Tributo ao Rush (guitarras, e teclados em cinco músicas)
- Viscious Rumors - Sadistic Symphony (um solo)
- John West - Mind Journey (um solo)
- John West - Permanent Mark (um solo)